# Valerie Leon
Valerie Leon (Londres, 12 de novembro de 1943) é uma atriz inglesa. Seus trabalhos sempre foram voltados para séries de televisão e filmes B britânicos, com poucas exceções como duas pequenas participações em filmes da franquia de James Bond, sendo uma das poucas atrizes a ter participado de dois deles.
Leon teve grande participação na televisão no seriado cômico Carry On, muito popular no Reino Unido nas décadas de 60 e 70, sempre em pequenos papéis. Além deste seriado, atuou também em séries  britânicas de ação como The Avengers, The Saint e The Persuaders, os dois últimos com Roger Moore no papel principal, com quem contracenaria mais tarde no décimo filme de 007. No cinema, seus papéis coadjuvantes, além de bond girl em 007 O Espião Que Me Amava (1977) e 007 Nunca Mais Outra Vez (1983), como Lady in Bahamas, uma amante eventual de Bond no segundo filme, também englobam filmes como A Vingança da Pantera Cor de Rosa e The Italian Job, grande sucesso popular e de crítica dos anos 60 estrelado por Michael Caine. Seu único papel principal no cinema foi em Blood from the Mummy's Tomb, um clássico de horror da Hammer, antiga produtora britânica especializada neste tipo de filmes.
Sua filha, Merope Mills, de seu único casamento do qual se tornou viúva, é jornalista e editora do jornal britânico The Guardian.